# Renoncule thora
Ranunculus thora
Espèce
Classification APG III (2009)
La Renoncule thora ou vénéneuse, Ranunculus thora, est une espèce de plantes à fleurs du genre Ranunculus et de la famille des Ranunculaceae.
Cette renoncule est réputée comme étant la plus toxique du genre. C'est une plante herbacée qui est reconnaissable par ses feuilles réniformes, légèrement dentelées presque sans pétiole.
Majoritairement, on trouve sur la tige une grande feuille en forme de rein et au-dessus d’elle, une feuille ressemblant à une « bractée foliacée », entre celle-ci et le calice de la fleur.
Elle vit dans le massif alpin, le Jura, et dans les Pyrénées, à une altitude de 1 000 à 2 200 mètres d’altitude environ.